# Ancistrocladus korupensis
Espèce
Statut de conservation UICN

 EN B1ab(iii)+2ab(iii) : En danger
Ancistrocladus korupensis D.W.Thomas & Gereau est une liane tropicale de la famille des Ancistrocladaceae, décrite pour la première fois dans la province du Sud-Ouest au Cameroun. Les substances qu'elle renferme ont donné des résultats prometteurs dans la lutte contre le sida ou le paludisme. C'est une plante en danger de disparition.

## Description

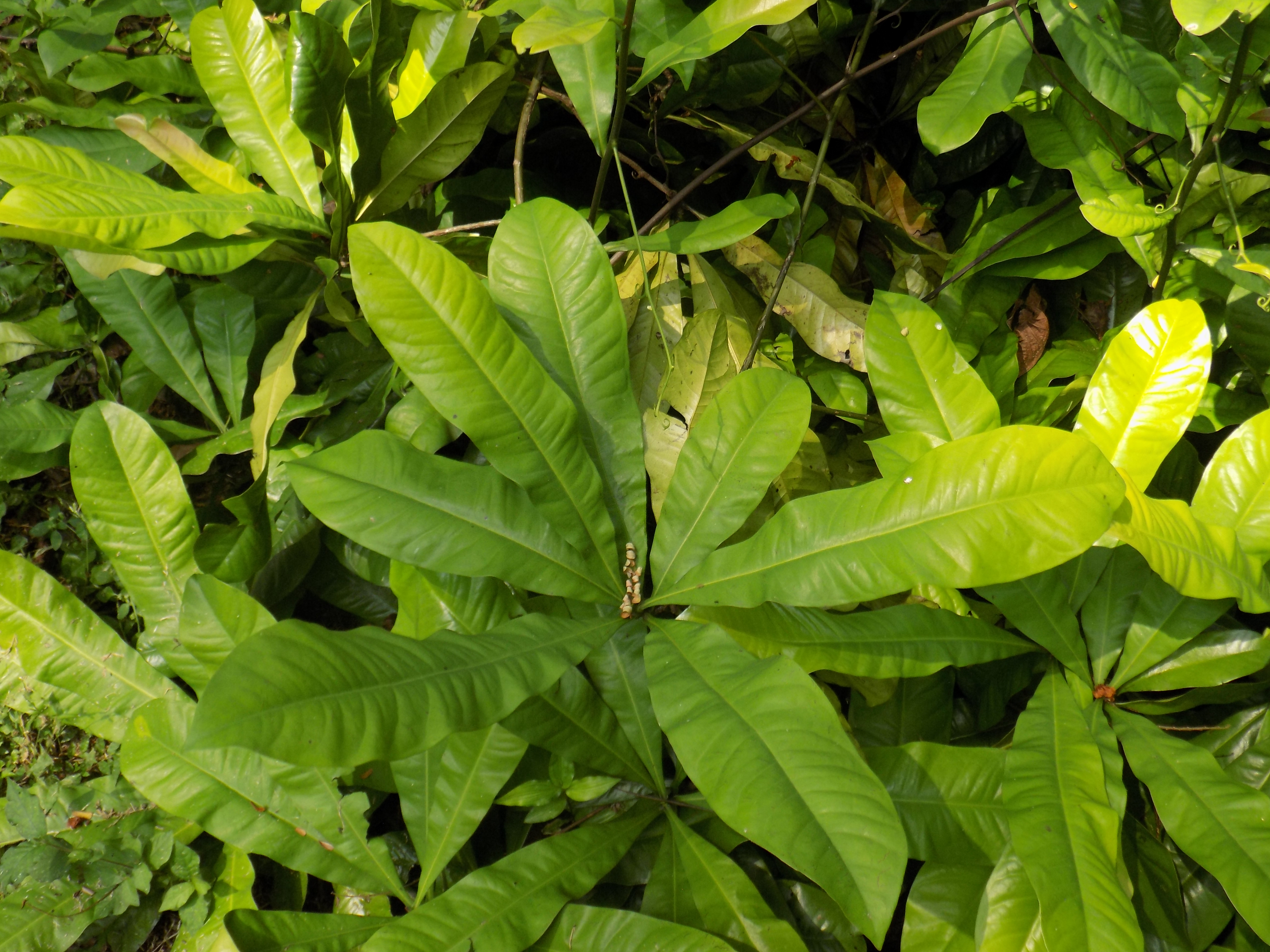
Feuilles

Ancistrocladus korupensis est une liane ligneuse pouvant grimper à des hauteurs comprises entre 60 et 120 mètres, grâce à des crampons le long de sa tige.
Elle a, la plupart du temps, un seul arbre hôte et possède une couche de cambium de couleur noire, rouge foncé ou violette.
Les feuilles se présentent sous forme de rosettes. En fin de tige, elles sont regroupées en grappes (cluster) de 8 à 10 feuilles résultant de l'accumulation d'auxine.
Les fleurs comprennent des sépales de couleur jaune à vert pâle ainsi que des pétales plus petits de couleur jaune à rose pâle. Elles possèdent 10 étamines disposées en verticilles et 2 pistils. La floraison a lieu dans la canopée et ne serait pas annuelle.
Les fruits sont sous forme de noix.

## Étymologie
L'épithète spécifique korupensis fait référence aux Korup, un groupe ethnique, regroupé du côté camerounais au sein de quatre villages : Erat, Ekon I, Ikondokondo et Akpasang.

## Distribution et habitat
Ancistrocladus korupensis est une plante originaire du Cameroun. La seule population connue est limitée aux 15 000 ha du parc national de Korup et à ses environs, à la frontière avec le Nigeria – ce qui fait d'elle une plante endémique de Korup.
Elle pousse dans les forêts et plaines tropicales et subtropicales, au niveau de la chaîne montagneuse et volcanique qui s'étire jusqu'au Nigeria.

## Utilité
Les espèces appartenant au genre des Ancistrocladaceae n'avaient jusqu'alors qu'un intérêt économique modéré. Dans les années 1990, la découverte d'alcaloïdes appartenant au groupe des isoquinolines, la michellamine (en) A, B et C, a considérablement modifié l'intérêt porté par l'industrie pharmaceutique à Ancistrocladus korupensis. Ces nouvelles molécules isolées, extraites des feuilles de Ancistrocladus korupensis, présentent un large spectre d'activités antivirales, y compris anti-VIH-cytopathique. La michellamine B représente 2,1% du poids net de la feuille. La quantité de substance est la plus importante dans les feuilles matures. Elle est plus faible dans les jeunes feuilles et les vieilles feuilles de couleur marron tombées au sol.
Des programmes de recherche se sont développés, et avec eux la culture de Ancistrocladus korupensis dans une centaine de villages du Cameroun. En 1993, le gouvernement camerounais déclarait A. korupensis « Trésor national », interdisant l'export de plants ou de graines. Depuis 1995, plus de 11 brevets américains ont été accordés concernant la manière d'utiliser les différents composés extraits et de créer leurs cousins synthétiques.

### Mode d'action de la michellamine B
La michellamine B agit directement sur les fonctions spécifiques de réplication virale et non sur les aspects généraux de métabolisme cellulaire. In vitro, la michellamine B est capable d'inhiber complètement les effets cytopathiques de diverses souches de HIV-1 et HIV-2 sur des cellules lymphoblastoïdes humaines. Elle agit sur le cycle de vie du VIH à la fois en inhibant les activités enzymatiques de la transcriptase inverse et la fusion des cellules en syncitium. D'après des études biochimiques, la substance peut également inhiber la production de l'antigène p24 (protéine d'enveloppe du VIH) ainsi que celle des  virions infectieux dans les cellules CEM-SS infectées par le VIH.
En 1998, malgré des résultats prometteurs, la forte toxicité de la michellamine B sur les animaux a entraîné l'abandon du programme de recherche par l'Institut national du cancer.
La découverte d'autres alcaloïdes, la yaoundamine A et B, appartenant à la famille des naphtylisoquinolones, ainsi que de la korupensamine A et D a à nouveau mis en lumière cette espèce végétale encore méconnue et à l'avenir prometteur. In vitro, ces composés ont un impact positif dans la lutte contre Plasmodium falciparum et Plasmodium berghei, parasites tous deux responsables du paludisme.
Ancistrocladus korupensis a une distribution limitée (environ une liane par hectare), d'où la nécessité de la domestiquer. Afin de préserver la plante dans son milieu naturel, seules les feuilles tombées au sol sont collectées pour analyse. Elle est en effet classée sur la liste rouge des espèces menacées de l'UICN (Union internationale pour la conservation de la nature).